# 小平市立小平第六中学校
小平市立小平第六中学校（こだいらしりつ こだいらだいろくちゅうがっこう）は、東京都小平市大沼町一丁目にある公立の中学校である。

## 沿革
- 1971年（昭和46年）
  - 4月1日 - 開校
  - 8月 - プール完成

## 部活動[1]
| 〈運動部〉           | 〈文化部〉                 |
| 野球                 | 美術                       |
| 男子バレーボール     | 吹奏楽                     |
| 女子バレーボール     | 筝曲                       |
| 男子ソフトテニス     | 家庭科                     |
| 女子ソフトテニス     | 理科                       |
| 陸上                 | 地域活動                   |
| 男子バスケットボール | 合唱                       |
| 卓球                 | レクリエーション・スポーツ |
| 剣道                 |                            |
| サッカー             |                            |

## 教育目標[1]
•　敬愛「生命の尊さ」を一人一人心に受け止め、敬い愛する気持ちをもって助け合い、励ましあって生きる生徒になろう。
•　勤勉人には優しく、自分には厳しく、仕事や勉強に積極的に最善を尽くして努力し、自分の行動に責任をもって生きる生徒になろう。
•　創造自ら学ぶ意欲を持ち、個性豊かな自己表現に向けて、人間としてより価値あるものを創り出していく生徒になろう。

## 校区
- 美園町一丁目から三丁目の全域
- 天神町二丁目の全域
- 大沼町一丁目及び二丁目の全域
- 花小金井二丁目から五丁目の全域

## 交通
- 西武鉄道新宿線・拝島線 小平駅から徒歩20分。

## 主な出身者
- 藤阪太郎 - 柔道家
- 藤阪泰恒 - 柔道家